# Heringův kanálek
Heringův kanálek, latinsky ductulus bilifer, je krátký úsek žlučových cest uvnitř tkáně jater. Spojuje žlučové kapiláry a intralobulární žlučovody, které probíhají uvnitř trámce jaterních buněk a jejichž ohraničení je tvořeno samotnými hepatocyty, s většími interlobulárními žlučovody, které protékají portobiliárními prostory v místě styku tří sousedících jaterních lalůčků, a jejichž stěna je tvořena cholangiocyty.
Heringovy kanálky mají vlastní stěnu, tvořenou jednou vrstvou kubických epiteliálních buněk. Těmito buňkami jsou jak hepatocyty, tak cholangiocyty. Morfologicky jsou sice stejné, ale cholangiocyty exprimují cytokeratiny typu 7, 8, 18 a 19, zatímco hepatocyty pouze typ 8 a 18.
Nachází se na okrajích portobiliárního prostoru a mohou krátce pronikat i do periportálního parenchymu jaterních lalůčků. Představují spojení mezi žlučovými cestami a samotným jaterním parenchymem.

## Pojmenování
Heringovy kanálky jsou pojmenované po německém fyziologovi Karlu Heringovi.